# محمد الهرفي
الأستاذ الدكتور محمد بن علي بن أحمد الهرفي البلوي. (10 مايو 1948 - 24 يناير 2015 )، أديب ومفكر اسلامي سعودي.

## حياته العلمية
بدأ حياته التعليمية في الرياض، حيث انه أتم دراسته الابتدائية وحتى الثانوية فيها. ثم انتقل بعد ذلك إلى جامعة الرياض - الملك سعود حالياً- وحصل منها على البكالوريس في الآداب سنة 1391 هجري. ثم انتقل بعد ذلك لدراسة الماجستير في الأزهر سنة 1394 هجري. وقد حصل على الماجستير في اللغة العربية. ثم انتقل بعد ذلك إلى جامعة الإسكندرية ودرس فيها الدكتوراة سنة 1399 هجري. وقد حصل على الدكتوراة مع مرتبة الشرف في تخصص الآداب. وقد كانت رسالة الدكتوراة شعر الجهاد في الحروب الصليبية. وقد طبعت رسالة الدكتوراة ودرست في عدد من الجامعات السعودية لطلاب البكالوريس.

## حياته العملية

### المناصب التي تولاها
- أستاذ مساعد للرئاسة العامة في تعليم البنات
- مدير عام كليات البنات في الدمام سنة 1399/7/1هـ
- المدير الإقليمي للمنطقة الشرقية لشركة الراجحي المصرفية للإستثمار من سنة 1404 هـ وحتى 1410هـ
- أستاذ مشارك في جامعة الإمام محمد بن سعود الإسلامية- كلية الشريعة بالأحساء قسم اللغة العربية من 25/4/1413هـ.
- وحصل على الأستاذية عام 1419هـ.
- رئيس قسم اللغة العربية من 9/4/1414هـ وحتى 9/4/1416هـ
- رئيس قسم اللغة العربية م 10/6/1418هـ وحتى 10/6/1420هـ ثم طالب الإعفاء من رئاسة القسم وأستمر أستاذاً في الجامعة حتى تقاعد عام 1427هـ ثم تعاقدت معه الجامعة حتى أعتذر عن التدريس ليتفرغ للمشاريع العلمية والفكرية عام 1433 هـ

## أدبه ومؤلفاته
له تسعة وعشرون من المؤلفات المطبوعة وهي كالتالي:
1. شعر الجهاد في الحروب الصليبية في بلاد الشام.
2. أثر القرآن والحديث في شعر أبي العتاهية.
3. شعر الجهاد عند أبن هانئ الأندلسي.
4. أدب الأطفال: دراسة تحليلية.
5. مدائح الرسول ومراثيه في عصره.
6. موقف الشعراء من الحركة الزبيرية.
7. ظواهر حداثية في شعر جران العود النميري.
8. حلي اليتيمة (تحقيق).
9. أصالة الإسلام.
10. الجهاد المقدس وأشهر الأحداث الكبرى في حياة الآمة الإسلامية.
11. صلاة الضحى.
12. خواطر (جزءان).
13. رقصة الموت: خواطر حول وضع المرأة في السعودية.
14. تبوك «من مطبوعات الرئاسة العامة لرعاية الشباب (الهيئة العامة للرياضة حاليا)».
15. زهير بن قيس البلوي.
16. شعر مصطفى صادق الرافعي بين التقليد والتجديد.
17. هارون الرشيد بين السيرة الواقعية والسيرة الشعبية.
18. في النص الإسلامي والأموي «مشترك».
19. في النص الأدبي القديم والحديث: دراسة وتحليل.
20. في النص الإسلامي والأموي: الشعر والنثر.
21. نصوص في الأدب الجاهلي: دراسة وتحليل.
22. قضايا ساخنة تؤكد أصالة الإسلام.
23. نحن والأخر: تعارف وحوار أم صدام ودمار.
24. الإرهاب: رؤية خاصة.
25. مآسي العرب المزمنة.
26. حقوق الإنسان بين العرب والأمريكان.
27. أمريكا صانعة التطرف.
28. بين الشورى الإسلامية والديمقراطية المعاصرة.
29. المواطنة «حقوق وواجبات».

الكتابات الصحفية:
- كاتب في جريدة «الوطن» السعودية منذ بدايتها وحتى 1429هـ. 
- كاتب في جريدة عكاظ السعودية.
- كاتب في جريدة الشرق القطرية.
- كاتب في جريدة الوسط البحرينية.
- كاتب في جريدة الانباء الكويتية.
- كاتب في مجلة الاقتصاد الدمام.
- كاتب غير منتظم في عدد من المجلات السعودية.
- كاتب غير منتظم في مجلة آراء الخليج.

## المشاركات العلمية
كثيرة جداً منها:
1. المشاركة في «مؤتمر اللغة العربية في الجامعات» الذي عقد في جامعة الإسكندرية من 30صفر حتى 4ربيع أول سنة 1402هـ. وقدم بحثاً في موضوع «وسائل الاتصال الجماهيري وأثرها على اللغة العربية».
2. المشاركة في مؤتمر (الحوار حول الأدب الإسلامي ومناهج دراسته) المعقود في الجامعة الإسلامية في المدينة المنورة من 5 حتى-8 رجب 1402هـ.
3. المساهمة في مؤتمر حول الشرق الأوسط في جامعة بورتلاند في أمريكا الذي عقد في شهر أكتوبر سنة 1992م لمدة ثلاثة أيام.
4. المشاركة في ندوات «الجنادرية» الثقافية التي تعقد في المملكة العربية السعودية سنوياً وبدعوة الحرس الوطني مراراً حوالي 25 مرة.
5. المشاركة في ندوة (ظاهرة الضعف اللغوي في المرحلة الجامعية) التي عقدتها جامعة الإمام في الفترة من 23-حتى 25/5/1416هـ.
6. المشاركة في ندوة الأمن الفكري المعقودة في جامعة الملك سعود 1429/2008م.
7. المشاركة في ندوة «المواطنة» المعقودة في جامعة الإمام محمد بن سعود الإسلامية 1429هـ/2008م.
8. المساهمة في التدريس لمدة عام في كلية الملك فهد البحرية في الجبيل سنة 1406هـ.
9. الإسهام في الدعوة والعمل الإسلامي في أمريكا لمدة سنة وثلاثة أشهر موفداً من جامعة الإمام من تاريخ 22/3/1412هـ.
10. عضو في إحدى لجان الدعوة في وزارة الشئون الإسلامية من تاريخ 24/8/1415هـ ولمدة سنتين.
11. عضو في النادي الأدبي في المنطقة الشرقية وعضو في لجنة تقويم الكتب لمدة عامين من 20/1/1415هـ.
12. المساهمة في إلقاء محاضرات عديدة وبدعوة من جهات مختلفة داخل المملكة في موضوعات إسلامية ودعوية وثقافية.

## وفاته
توفي الدكتور محمد بن علي الهرفي في حادث مروري في يوم السبت الموافق 4-4-1436 هـ، الموافق 1-24-2015 مـ. وقد نعى الدكتور محمد الهرفي الكثير من العلماء والأدباء وأعيان الدولة. وكان آخر مقال قد كتبه الفقيد دفاعا عن النبي صلى الله عليه وسلم وعنوان المقال«أهي حرب على الرسول أم حرب على المسلمين». وقد كتب عنه الدكتور نجيب الزامل مقال بعنوان «المرايا والنهر» في جريدة الاقتصادية، وكذلك كتب عنه الشيخ عبد الله اللحيدان مقال بعنوان «رحيل علم الدعوة الهرفي» وكذلك نعاه مجموعة من الأدباء من رابطة الأدب الإسلامي العالمية. ومن رابطة الأدب الإسلامي كذلك، نظم الدكتور الشاعر عبد الرزاق حسين قصيدة بعنوان «وانطفأ السراج» وهي مرثية في الدكتور محمد الهرفي. ومن خلال موقع التواصل الاجتماعي «تويتر» نعاه مجموعة من العلماء والأساتذة والكتاب والدعاة، وننقل هنا بعضاً منها:
-الكاتب الصحفي أبو لُجين إبراهيم قائلًا: “اللهم اغفر لعبدك محمد الهرفي، وارفع درجته في المهديين، واخلفه في عقبه في الغابرين”،
-وودّع الأديب الدكتور خالد سعود الحليبي الدكتور الهرفي بكلمات تغمرها الشجن، قائلًا: “في مشهد شجي، ودعت الأحساء الرجل الذي اختارها؛ ليكون له فيها صهر، وعمل، وصحبة؛ حتى ضمته في أحشائها..وفاء بين محبين”.
-ووصف الكاتب الإسلامي الشيخ سليمان أحمد الدويش، الدكتور الهرفي بأنه كان كريمًا، لطيفًا، متواضعًا، خفيفَ النفس، محبًا للخير، ولا يضيق بالخلاف، قائلًا: “اللهم ارحمه رحمة واسعة، كان يجبرك على احترامه مهما اختلفت معه، اللهم أحسن عزاءنا في وفاته، واغفر له وارحمه، اللهم أحسن وفاته اللهم أكرم نزله وأعل منزلته”.
-وأبدى الداعية الإسلامي الدكتور عوض القرني حزنه الشديد لوفاة الهرفي، قائلًا: “اللهم اغفر له، وارزق أهله ومحبيه عظيم الصبر والأجر وحسن العزاء، وأسكنه فسيح جناته، وأحسن الله عزاء أهله وذويه، وإنا لله وإنا إليه راجعون”، ووصف الفقيد بأنه كان مدافعًا حكيمًا بفكر أصيل مستنير وقلم بليغ عن قضايا دينه وأمته ووطنه مع حسن الخلق وكرم اليد والنفس.
-وقدم الشيخ الدكتور عبد الإله العرفج العزاء لأسرة الدكتور الهرفي، قائلًا: “إنا لله وإنا إليه راجعون، غفر الله لوالدكم، ورحمه وجبر مصابكم فيه، أشهد له بالفضل والخلق والله حسيبه”.
-ودعا له الشيخ الدكتور عمر المقبل، قائلًا: “رحمه الله رحمةً واسعة، وجبر مصابكم بوفاة الوالد الكريم، وغفر له، ورفع درجته في المهديين”.
-ووصف الكاتب الصحفي محمد الحضيف، الدكتور الهرفي بأنه كان نعم الرجل، مقدما العزاء لأسرته، قائلًا: “أحسن الله عزاءنا فيه، وتقبله ورفع منزلته، إنا لله وإنا إليه راجعون”.
-وأبدى الشيخ الدكتور ناصر العمر حزنه بعد سماع نبأ وفاة الهرفي، قائلًا: “رحمه الله وأسكنه فسيح جناته وعزاؤنا لأهله، فقد كان ساعيا لإصلاح أمته، منافحًا عنها بلسانه وقلمه”.
-وقدم الشيخ سلمان العودة، العزاء لأسرته، قائلًا: “اللهم أجبر مصاب أسرته وأحبابه وتقبله في الصالحين يارب العالمين”.
-قدم الداعية الكويتي نبيل علي العوضي العزاء لأسرة الهرفي، داعيا الله-عز وجل- أن يغفر له ويرحمه ويجعل ما أصابه كفارة له.
-وقدم إمام الحرم المكي السابق الشيخ عادل الكلباني الدعاء له، قائلًا: “اللهم اغفر له وارحمه وتجاوز عنه واخلفه في عقبه بخير”.
-وأبدى الداعية الإسلامي الدكتور سامي الحمود، حزنه على فقدانه، قائلًا: “بالأمس يُعزي في وفاة الملك، واليوم يعزى فيه، رحمه الله وغفرله، وعزاؤنا لذويه”.
-وتوجه الشيخ الدكتور محمد العريفي، قائلًا: “ربّ اغفر له وارحمه وارفع درجته واخلفه خيراً في ذريته واجمعنا به في جنتك وارحم جميع أمواتنا”.
-ودعا له رجل الأعمال بدر الراجحي بالرحمة، داعيًا إلى اتخاذه قدوة.
-ووصف الشيخ الدكتور الشاعر سعد عطية الغامدي، الهرفي بأنه كان ذا قلم ينبض ناصحًا لأمته، داعيا الله أن يرحمه ويدخله فسيح جناته.
-ونعى الشيخ الدكتور عبد الوهاب الطريري، وفاة الهرفي قائلًا: “اللهم اغفر له وارحمه وأكرم نزله وتلقه، ربنا بكريم بشراك، اللهم واجبر مصاب أهله واخلفه عليهم وعلى الأمة بخير”.
-وقدم أستاذ القرآن وعلومه بجامعة الملك سعود الدكتور عبد الرحمن الشهري، العزاء لأسرة الهرفي ومحبيه، قائلًا: “اللهم اغفر له وارحمه وارفع درجته في الفردوس الأعلى، إنا لله وإنا إليه راجعون”.
-وقدم الشيخ إبراهيم الدويش، العزاء لأسرة الفقيد، قائلًا: “اللهم اغفر له وارحمه وأسكنه الجنة، العزاء لأهله ولابنه الشيخ عبد الرحمن وجميع محبيه”.
-ونعى الشيخ الدكتور عبد العزيز آل عبد اللطيف، وفاة الهرفي، قائلًا: “اللهم اغفر له وارحمه وأكرم نزله وارفع درجته وأجبر مصاب ابنه الشيخ عبد الرحمن وسائر أهله ومحبيه”.
رحم الله الفقيد وغفر له ماتقدم من ذنبه.